# Alekszej Besszonov
Alekszej Besszonov (Harkov, 1971. december 16. –) Orosz nyelven alkotó ukrán származású tudományos fantasztikus író.

## Élete
Harkovban született orvoscsaládban. A középiskolában a rockzene iránt érdeklődött, és öt évet töltött zenetanulással, dobzenész szeretett volna lenni. Pénzügyi problémák azonban arra kényszerítették, hogy feladja ezt az álmát. Az Ukrán Fegyveres Erők egyik rádiómérnöki zászlóaljában szolgált. A hadseregben eltöltött ideje után egy ideig biztonsági őrként dolgozott, majd egy autójavító műhelyben. Ekkoriban jelent meg a Szél és acél első fejezete. 2005 óta Szentpéterváron él.

## Munkássága
Korai irodalmi kísérleteiben érezhető Jefremov és Stanisław Lem műveinek hatása. Első elbeszélését 1996-ban adták ki. Dmitrij Gromov tanácsai alapján kezdte el A hatalom maszkja című regényét. Az EKSMO Kiadó érdeklődést mutatott a fiatal szerző munkája iránt, és 1998-ban megjelent debütáló könyve, a Szél és acél, amely magában foglalta a címadó történetet, A hatalom maszkja című regényt és A vörös kő világában című írását. Aztán következett A sors örököse (1998) és a Jeges Bástya (1998). Azóta rengeteg újabb kötet került ki a kezei közül. Az orosz nyelvterület egyik legjobb űropera szerzőjeként tartják számon.

## Művei (válogatás)

### Alex Korolev világa
Jörg Detering
- Az éhes kutyák kora (2010)
- Átkozott csomó (2011)
- A Farkas túszai (2015)

Alex Korolev
- Szél és acél (1996)
- A vörös kő világában (1996)

Hikki Makhtolf
- Az ördög tucat angyala (2000)
- A béketeremtő státusza (2001)

Zárja be sorsát a gyűrűbe
- A sors örököse (1998)
- Jeges Bástya (1998)

Konföderációs világok
- Esculapi kígyó (2001)
- Égess el mindent! (2001)
- Stratégiai szükséglet (2004)
- Megy át a füstön (2007)

Kívülről
- A hazugság fogalma (2006)
- Kívül (2005)

Közvetítő úr
- Fekete Kristály (2002)
- Közvetítő úr (2003)
- A királyi páncélja (2012)
- Az özvegy elrablása (2012)
- Mikor sztrájkol az óra (2016)
- A táncoló árnyék éjszaka (2016)

A Hermes fedélzetén
- Dohányszósz (2003)
- Civilizációs eredmények (2004)
- Kalandok a konzervekben (2005)
- Két zacskó tengeri moszat (2006)
- Az átlagos cékla (2006)
- Phoenix Corporation (2008)

Mesék és történetek
- Torpedó vagy tűz! (1999)
- A szenvedélymese (2001)
- A sárga utak árnyai (2001)
- Visszatérés piros színben (2003)
- És a vér emléke (2007)

### Magyarul
- Két zsák tengeri káposzta (Galaktika,  226. szám, 2009. január)[1]

## Érdekességek
- Önéletrajzában azt írta, hogy kedvenc könyve Jaroslav Hašek: Švejk, egy derék katona című regénye.
- Kedvenc írói: Erich Maria Remarque és Gabriel García Márquez.

## Fordítás
- Ez a szócikk részben vagy egészben  a(z)   Єна, Олексій Ігорович című orosz Wikipédia-szócikk ezen változatának fordításán alapul.  Az eredeti cikk szerkesztőit annak laptörténete sorolja fel. Ez a jelzés csupán a megfogalmazás eredetét és a szerzői jogokat jelzi, nem szolgál a cikkben szereplő információk forrásmegjelöléseként.